# Голден-Стейт Ворріорс у сезоні 2015–2016
Сезон 2015–2016 був для Голден-Стейт Ворріорс 70-м за ліком у НБА і 54-м на Території затоки Сан-Франциско. Ворріорз розпочали сезон в ранзі чинних чемпіонів НБА і встановили новий рекорд співвідношення перемог до поразок 73–9, перевершивши досягнення Чикаго Буллз у сезоні 1995–1996 72–10. Загалом команда побила понад 25 рекордів НБА й більш як 10 рекордів франшизи, включаючи найбільшу кількість перемог у регулярному сезоні і сумарно, в регулярному сезоні та плей-оф, 88. Цей сезон для команди вважають одним із найвизначніших в історії НБА і професійного спорту загалом.
У першому раунді плей-оф команда перемогла Х'юстон Рокетс з рахунком 4–1, у півфіналі західної конференції здолала Портленд Трейл-Блейзерс 4–1. Потім виграла фінал західної конференції, перемігши Оклахома-Сіті Тандер 4–3. Стала при цьому лише 10-ю командою, яка надолужила відставання 1–3. У фіналі НБА Ворріорз другий рік підряд грали проти Клівленд Кавальєрс, де поступились у семи іграх і стали першою командою в історії, яка упустила у фіналі лідерство ведучи 3–1.
Ворріорз розпочали сезон 2015–2016 з перемог у перших 24-х іграх, перевершивши попередній рекорд 15–0, який встановили були Х'юстон Рокетс у сезоні 1993–1994 і Вашингтон Кепітолз у сезоні 1948–1949. Їх рекордна стартова серія завершилась після програшу Мілвокі Бакс 12 грудня 2015. Команда побила 131-річний рекорд 20–0, встановлений бейсбольною командою Сент-Луїс Марунз у сезоні 1884, таким чином це був найкращий початок за історію серед усіх основних ліг професійного спорту в США і Канаді. А беручи до уваги сезон 2014–2015 їхня виграшна серія в регулярному чемпіонаті досягла 28 ігор, перевершивши досягнення Маямі Гіт у сезоні 2012–2013 у найдовших серій перемог в історії НБА. Команда встановила рекорд НБА за кількістю перемог підряд на домашній арені, 54, серія тривала від 31 січня 2015 до 29 березня 2016. Попередній рекорд 44 перемоги належав Чикаго Буллз 1995–1996. Голден-Стейт побили власний рекорд франшизи 28 перемог підряд упродовж сезону, який вони встановили в сезоні 2014–2015; цього разу вони завершили сезон з 34-ма перемогами, перевершивши ту саму команду Чикаго Буллз середини 1990-х, лідером якої був Michael Jordan, за кількістю перемог підряд в історії НБА. Команда стала першої в історії НБА, що завершила сезон, не програвши двічі підряд і не поступившись двічі одній і тій самій команді.
Стів Керр названий тренером року, третій тренер Ворріорс, що виграв цю нагороду. Стефен Каррі названий найціннішим гравцем регулярного сезону другий рік підряд, і вперше в історії НБА здобув це звання нерозділеним рішенням. Каррі, Дреймонд Грін і Клей Томпсон всі троє обрані на Матч всіх зірок, вперше з часів матчу 1976 одразу троє гравців Ворріорс досягнули цього. Каррі побив свій власний рекорд НБА за влучними триочковими кидками. Цього разу їх було 402, а попередній рекорд становив 286. Каррі став найрезультативнішим гравцем регулярного сезону, набираючи в середньому 30.1 очка за гру, і лідером регулярного сезону за перехопленнями, а також мав найвищий відсоток влучення триочкових кидків. Він став сьомим гравцем, який увійшов у клуб 50–40–90 (влучав 50% кидків з гри, 45% триочкових і 91% штрафних упродовж усього сезону.

## Рекорди
Див. також: Список рекордів регулярного сезону НБА і Список рекордів плей-оф НБА.

Голден-Стейт того сезону побили значну кількість рекордів регулярного чемпіонату, плей-оф і франшизи, як в командному так і в особистому заліку.

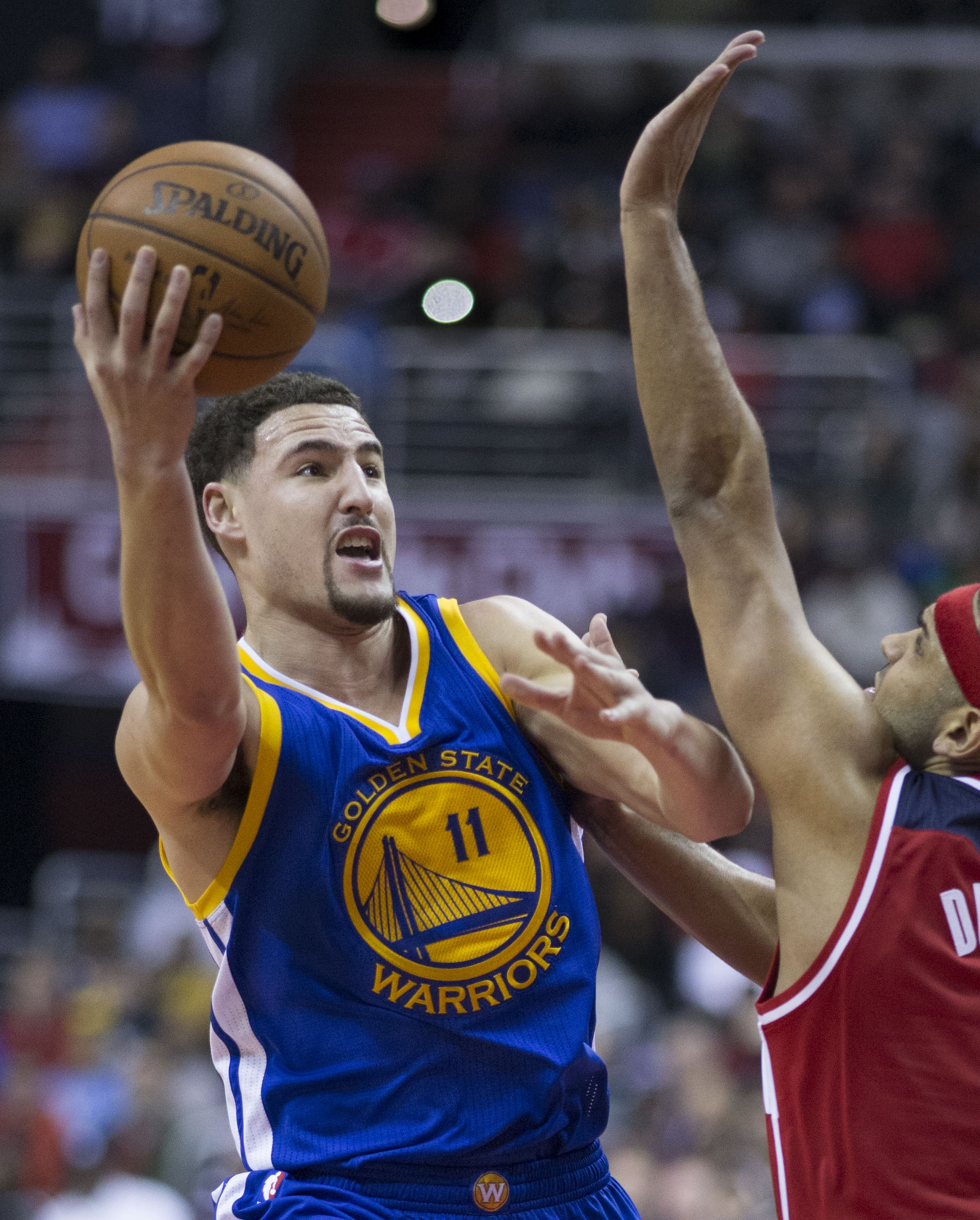
Клей Томпсон встановив рекорд за кількістю влучних триочкових кидків у грі плей оф, 11.

### Рекорди НБА

#### Команда
- Найкраще співвідношення перемог до поразок в регулярному чемпіонаті: 73–9[3]
- Найбільша кількість перемог (разом регулярний чемпіонат і плей-оф): 88 (загальне співвідношення 88–18 (0.830), Чикаго Буллз у сезоні 1995–1996 здобули 87–13 (.870), утримуючи кращий відсоток перемог завдяки меншій кількості поразок у плей-оф.)[4]
- Найбільша кількість перемог на виїзді упродовж регулярного чемпіонату: 34[1]
- Найбільша кількість перемог на виїзді (разом регулярний чемпіонат і плей-оф): 38 (поділяє з Чикаго Буллз 1995–1996)[4]
- Найкращий старт сезону: 24–0[1]
- Найкращий старт сезону на виїзді: 14–0[16]
- Найкращий старт сезону (кількість поразок): Голден-Стейт має найкращий старт сезону в історії НБА на будь-яку кількість поразок від 1-ї до 9-ти за винятком 3-х.[3] Ворріорс одноосібно утримує найкращу різницю перемог і поразок упродовж 51-ї з  82-х ігор регулярного чемпіонату.[3] Вони збилися зі свого рекордного темпу лише на чотири гри і поділили цей рекорд на решту 27 ігор з такими командами як Філадельфія Севенті-Сіксерс 1966–1967, Лос-Анджелес Лейкерс 1971–72 і Чикаго Буллз 1995–1996.[3]

- 0: 24–0 (1,000)
- 1: 29–1 (,967)
- 2: 36–2 (.947)
- 4: 48–4 (.923)
- 5: 55–5 (.917)
- 6: 62–6 (.912)
- 7: 68–7 (.907)
- 8: 69–8 (.896)
- 9: 73–9 (.890)

- Найбільша кількість домашніх перемог підряд: 54 (розпочали в сезоні 2014–2015)[1]
- Найбільша кількість домашніх перемог (разом регулярний чемпіонат і плей-оф): 50 (поділяють з Бостон Селтікс у сезонах 1985–1986 і 1986–1987)[4]
- Найбільша кількість влучних триочкових у регулярному чемпіонаті: 1077 (у середньому рекордні для НБА 13,1 за гру, маючи відсоток влучень ,416)[17]
- Найбільша кількість влучних триочкових у плей-оф: 306 (перевищивши свій власний рекорд 240 на шляху до чемпіонства 2015)[4]
- Найбільша кількість влучних триочкових у одній грі плей-оф: 21 (24 квітня 2016 року проти Х'юстон Рокетс. Клівленд Кавальєрс побили цей рекорд через два тижні влучивши 25 разів проти Атланта Гокс.)
- Найбільша кількість влучних триочкових у серії до чотирьох перемог з семи ігор: 90 (проти Оклахома-Сіті Тандер)[4]
- Найбільша кількість влучних триочкових у одній грі фіналу НБА: 17 (4-та гра проти Кавальєрс)[18]
- Поразки підряд в регулярному чемпіонаті: 0 (єдина команда в історії НБА, яка пройшла весь регулярний чемпіонат НБА без двох поразок підряд.)[1]
- Кілька поразок від однієї й тієї самої команди в регулярному чемпіонаті: 0 (єдина команда в історії НБА, яка пройшла весь регулярний чемпіонат НБА без двох поразок від одного й того самого суперника.)[1]

#### Особисті
- Найбільша кількість влучних триочкових за регулярний чемпіонат: 402 (Стефен Каррі)[19]
- Найбільша кількість влучних триочкових за одну гру: 12 (Стефен Каррі, поділяє з Кобі Браянт і Дон'єлл Маршалл)[19]
- Найбільша кількість влучних триочкових за одну гру плей-оф: 11 (Клей Томпсон)[15]
- Найбільша кількість ігор підряд (разом регулярний чемпіонат і плей-оф) з принаймні одним влучним триочковим: 191 (Стефен Каррі, завершив сезон все ще продовжуючи серію)[4]
- Найбільша кількість ігор регулярного чемпіонату підряд з принаймні одним влучним триочковим: 152 (Стефен Каррі, попередній рекорд 127 утримував Кайл Корвер. Завершив сезон все ще продовжуючи серію)[19]
- Найбільша кількість ігор плей-оф підряд з принаймні одним влучним триочковим: 58 (Стефен Каррі, попередній рекорд 44 утримував Реджі Міллер. Завершив сезон все ще продовжуючи серію)[4]
- Найбільша кількість влучних триочкових за одну серію плей-оф: 32 (Стефен Каррі)[4] (виконав у фіналі Західної конференції й потім повторив у фіналі НБА)
- Найбільша кількість влучних триочкових у фінальній серії НБА: 32 (Стефен Каррі)[4]
- Найбільша кількість влучних триочкових у 7-й грі фіналу НБА: 6 (Дреймонд Грін, поділяє з Шейном Батьєром)[4]
- Most points scored in an overtime period: 17 (Stephen Curry)[4]

### Рекорди франшизи

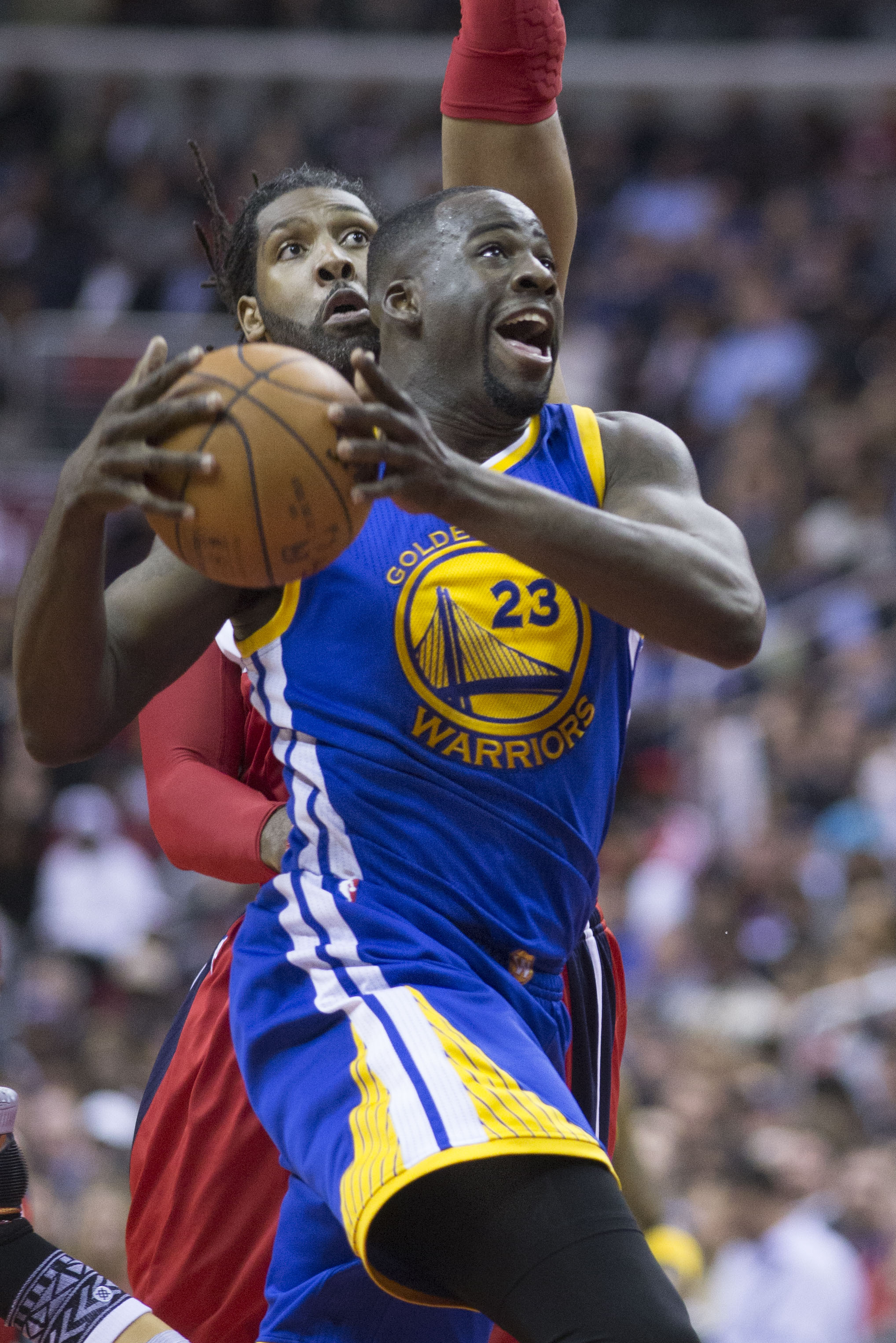
Дреймонд Грін виконав того сезону 13 трипл-даблів, попередній рекорд франшизи Голден-Стейт становив 9 ігор.

#### Команда
- Найбільша кількість домашніх перемог у регулярному чемпіонаті: 39 (поділяє з сезоном 2014–2015)[4]
- Найкращий старт сезону в домашніх іграх: 36–0[4]
- Найбільша кількість перемог за один місяць: 16 упродовж листопада 2015 року (поділяє з березнем 2015 року)[4]
- Найкраще співвідношення перемог до поразок всередині дивізіону: 15–1 (.938) у Тихоокеанському дивізіоні[4]
- Найбільша кількість результативних передач у регулярному чемпіонаті: 2373 (28,9 передач за гру), 13-й найкращий показник в історії НБА.[4]
- Найбільша кількість ігор з понад 30-ма результативними передачами: 43 (попередній рекорд 28 встановлено в сезоні 2014–2015)[4]
- Різниця забитих і пропущених очок у середньому за гру в регулярному чемпіонаті: +10.76 (6-й найбільший показник в історії НБА)[4]
- Кількість за битих очок у середньому за гру в регулярному чемпіонаті: 114,5 (12-й найкращий показник в історії НБА)[4]
- Найбільша кількість перемог в овертаймі в регулярному чемпіонаті: 6 (загальна різниця 6–1)[4]
- Найбільша кількість влучних триочкових за одну гру: 22 (проти Фінікс Санз 29 листопада 2015)[21]
- Відсоток влучання триочкових: .416 (другий найкращий показник в історії НБА, позаду Шарлотт Горнетс 1996–1997' ,428)[4]

#### Особисті
- Найбільша кількість трипл-даблів у регулярному чемпіонаті: 13 (Дреймонд Грін)[4]

## Драфт
| Раунд | Вибір | Гравець    | Позиція | Громадянство | Колледж |
| ----- | ----- | ---------- | ------- | ------------ | ------- |
| 1     | 30    | Кевон Луні | ВФ      | США          | УКЛА    |

## Регулярний чемпіонат

### Турнірні таблиці

#### Дивізіон
| Тихоокеанський дивізіон   | В  | П  | %П   | Відст | Дом   | Гост  | Див  | І  |
| ------------------------- | -- | -- | ---- | ----- | ----- | ----- | ---- | -- |
| z – Голден-Стейт Ворріорс | 73 | 9  | .890 | 0.0   | 39–2  | 34–7  | 15–1 | 82 |
| x – Лос-Анджелес Кліпперс | 53 | 29 | .646 | 20.0  | 29–12 | 24–17 | 9–7  | 82 |
| Сакраменто Кінґс          | 33 | 49 | .402 | 40.0  | 18–23 | 15–26 | 8–8  | 82 |
| Фінікс Санз               | 23 | 59 | .280 | 50.0  | 14–27 | 9–32  | 6–10 | 82 |
| Лос-Анджелес Лейкерс      | 17 | 65 | .207 | 56.0  | 12–29 | 5–36  | 2–14 | 82 |

#### Конференція
| Західна конференція | Західна конференція         | Західна конференція | Західна конференція | Західна конференція | Західна конференція | Західна конференція |
| #                   | Команда                     | В                   | П                   | %П                  | Відст               | І                   |
| ------------------- | --------------------------- | ------------------- | ------------------- | ------------------- | ------------------- | ------------------- |
| 1                   | z – Голден-Стейт Ворріорс * | 73                  | 9                   | .890                | –                   | 82                  |
| 2                   | y – Сан-Антоніо Сперс *     | 67                  | 15                  | .817                | 6.0                 | 82                  |
| 3                   | y – Оклахома-Сіті Тандер *  | 55                  | 27                  | .671                | 18.0                | 82                  |
| 4                   | x – Лос-Анджелес Кліпперс   | 53                  | 29                  | .646                | 20.0                | 82                  |
| 5                   | x – Портленд Трейл-Блейзерс | 44                  | 38                  | .537                | 29.0                | 82                  |
| 6                   | x – Даллас Маверікс         | 42                  | 40                  | .512                | 31.0                | 82                  |
| 7                   | x – Мемфіс Ґріззліс         | 42                  | 40                  | .512                | 31.0                | 82                  |
| 8                   | x – Х'юстон Рокетс          | 41                  | 41                  | .500                | 32.0                | 82                  |
|                     |                             |                     |                     |                     |                     |                     |
| 9                   | Юта Джаз                    | 40                  | 42                  | .488                | 33.0                | 82                  |
| 10                  | Сакраменто Кінґс            | 33                  | 49                  | .402                | 40.0                | 82                  |
| 11                  | Денвер Наггетс              | 33                  | 49                  | .402                | 40.0                | 82                  |
| 12                  | Нью-Орлінс Пеліканс         | 30                  | 52                  | .366                | 43.0                | 82                  |
| 13                  | Міннесота Тімбервулвз       | 29                  | 53                  | .354                | 44.0                | 82                  |
| 14                  | Фінікс Санз                 | 23                  | 59                  | .280                | 50.0                | 82                  |
| 15                  | Лос-Анджелес Лейкерс        | 17                  | 65                  | .207                | 56.0                | 82                  |

## Плей-оф

### Статистика гравців
Жирним – лідери (кваліфіковані)

* – статистику записано коли вони грали за Голден-Стейт
| style="background-color:# 000000;color:# FFFFFF" text-align: center" \| Player | style="background-color:# 000000;color:# FFFFFF" text-align: center" \| GP | style="background-color:# 000000;color:# FFFFFF" text-align: center" \| GS | style="background-color:# 000000;color:# FFFFFF" text-align: center" \| MPG | style="background-color:# 000000;color:# FFFFFF" text-align: center" \| FG% | style="background-color:# 000000;color:# FFFFFF" text-align: center" \| 3FG% | style="background-color:# 000000;color:# FFFFFF" text-align: center" \| FT% | style="background-color:# 000000;color:# FFFFFF" text-align: center" \| RPG | style="background-color:# 000000;color:# FFFFFF" text-align: center" \| APG | style="background-color:# 000000;color:# FFFFFF" text-align: center" \| SPG | style="background-color:# 000000;color:# FFFFFF" text-align: center" \| BPG | style="background-color:# 000000;color:# FFFFFF" text-align: center" \| PPG |
| ------------------------------------------------------------------------------ | -------------------------------------------------------------------------- | -------------------------------------------------------------------------- | --------------------------------------------------------------------------- | --------------------------------------------------------------------------- | ---------------------------------------------------------------------------- | --------------------------------------------------------------------------- | --------------------------------------------------------------------------- | --------------------------------------------------------------------------- | --------------------------------------------------------------------------- | --------------------------------------------------------------------------- | --------------------------------------------------------------------------- |
| Стефен Каррі                                                                   | 79                                                                         | 79                                                                         | 34.2                                                                        | 50.4                                                                        | 45.4                                                                         | 90.8                                                                        | 5.4                                                                         | 6.7                                                                         | 2.1                                                                         | 0.2                                                                         | 30.1                                                                        |
| Клей Томпсон                                                                   | 80                                                                         | 80                                                                         | 33.3                                                                        | 47.0                                                                        | 42.5                                                                         | 87.3                                                                        | 3.8                                                                         | 2.1                                                                         | 0.8                                                                         | 0.6                                                                         | 22.1                                                                        |
| Дреймонд Грін                                                                  | 81                                                                         | 81                                                                         | 34.7                                                                        | 49.0                                                                        | 38.8                                                                         | 69.6                                                                        | 9.5                                                                         | 7.4                                                                         | 1.5                                                                         | 1.4                                                                         | 14.0                                                                        |
| Гаррісон Барнс                                                                 | 66                                                                         | 59                                                                         | 30.9                                                                        | 46.6                                                                        | 38.3                                                                         | 76.1                                                                        | 4.9                                                                         | 1.8                                                                         | 0.6                                                                         | 0.2                                                                         | 11.7                                                                        |
| Андре Ігуодала                                                                 | 65                                                                         | 1                                                                          | 26.6                                                                        | 47.8                                                                        | 35.1                                                                         | 61.4                                                                        | 4.0                                                                         | 3.4                                                                         | 1.1                                                                         | 0.3                                                                         | 7.0                                                                         |
| Ендрю Богут                                                                    | 70                                                                         | 66                                                                         | 20.7                                                                        | 62.7                                                                        | 100.0                                                                        | 48.0                                                                        | 7.0                                                                         | 2.3                                                                         | 0.5                                                                         | 1.6                                                                         | 5.4                                                                         |
| Фестус Езелі                                                                   | 46                                                                         | 13                                                                         | 16.7                                                                        | 54.8                                                                        | 0.0                                                                          | 53.0                                                                        | 5.6                                                                         | 0.7                                                                         | 0.4                                                                         | 1.1                                                                         | 7.0                                                                         |
| Шон Лівінгстон                                                                 | 78                                                                         | 3                                                                          | 19.5                                                                        | 53.6                                                                        | 16.7                                                                         | 86.0                                                                        | 2.2                                                                         | 3.0                                                                         | 0.7                                                                         | 0.3                                                                         | 6.3                                                                         |
| Марріс Спейтс                                                                  | 72                                                                         | 0                                                                          | 11.6                                                                        | 43.2                                                                        | 38.7                                                                         | 82.5                                                                        | 3.3                                                                         | 0.8                                                                         | 0.3                                                                         | 0.5                                                                         | 7.1                                                                         |
| Леандро Барбоза                                                                | 68                                                                         | 0                                                                          | 15.9                                                                        | 46.2                                                                        | 35.5                                                                         | 83.9                                                                        | 1.7                                                                         | 1.2                                                                         | 0.6                                                                         | 0.1                                                                         | 6.4                                                                         |
| Брендон Раш                                                                    | 72                                                                         | 25                                                                         | 14.7                                                                        | 42.7                                                                        | 41.4                                                                         | 64.3                                                                        | 2.5                                                                         | 0.8                                                                         | 0.3                                                                         | 0.3                                                                         | 4.2                                                                         |
| Аян Кларк                                                                      | 66                                                                         | 1                                                                          | 8.8                                                                         | 44.1                                                                        | 35.7                                                                         | 82.4                                                                        | 1.0                                                                         | 1.0                                                                         | 0.3                                                                         | 0.2                                                                         | 3.6                                                                         |
| Джеймс Майкл МакАду                                                            | 41                                                                         | 1                                                                          | 6.4                                                                         | 53.6                                                                        | 50.0                                                                         | 53.1                                                                        | 1.4                                                                         | 0.4                                                                         | 0.2                                                                         | 0.2                                                                         | 2.9                                                                         |
| Кевон Луні                                                                     | 5                                                                          | 0                                                                          | 4.2                                                                         | 57.1                                                                        | 50.0                                                                         | 0.0                                                                         | 2.0                                                                         | 0.0                                                                         | 0.0                                                                         | 0.0                                                                         | 1.8                                                                         |
| Андерсон Варежау*                                                              | 22                                                                         | 0                                                                          | 8.5                                                                         | 43.8                                                                        | 0.0                                                                          | 55.2                                                                        | 2.3                                                                         | 0.7                                                                         | 0.2                                                                         | 0.2                                                                         | 2.6                                                                         |
| Джейсон Томпсон*                                                               | 28                                                                         | 1                                                                          | 6.4                                                                         | 47.6                                                                        | 0.0                                                                          | 62.5                                                                        | 1.9                                                                         | 0.7                                                                         | 0.1                                                                         | 0.3                                                                         | 2.1                                                                         |

### Плей-оф
| style="background-color:# 000000;color:# FFFFFF" text-align: center" \| Player | style="background-color:# 000000;color:# FFFFFF" text-align: center" \| GP | style="background-color:# 000000;color:# FFFFFF" text-align: center" \| GS | style="background-color:# 000000;color:# FFFFFF" text-align: center" \| MPG | style="background-color:# 000000;color:# FFFFFF" text-align: center" \| FG% | style="background-color:# 000000;color:# FFFFFF" text-align: center" \| 3FG% | style="background-color:# 000000;color:# FFFFFF" text-align: center" \| FT% | style="background-color:# 000000;color:# FFFFFF" text-align: center" \| RPG | style="background-color:# 000000;color:# FFFFFF" text-align: center" \| APG | style="background-color:# 000000;color:# FFFFFF" text-align: center" \| SPG | style="background-color:# 000000;color:# FFFFFF" text-align: center" \| BPG | style="background-color:# 000000;color:# FFFFFF" text-align: center" \| PPG |
| ------------------------------------------------------------------------------ | -------------------------------------------------------------------------- | -------------------------------------------------------------------------- | --------------------------------------------------------------------------- | --------------------------------------------------------------------------- | ---------------------------------------------------------------------------- | --------------------------------------------------------------------------- | --------------------------------------------------------------------------- | --------------------------------------------------------------------------- | --------------------------------------------------------------------------- | --------------------------------------------------------------------------- | --------------------------------------------------------------------------- |
| Стефен Каррі                                                                   | 18                                                                         | 17                                                                         | 34.1                                                                        | 43.8                                                                        | 40.4                                                                         | 91.6                                                                        | 5.5                                                                         | 5.2                                                                         | 1.4                                                                         | 0.3                                                                         | 25.1                                                                        |
| Клей Томпсон                                                                   | 24                                                                         | 24                                                                         | 35.4                                                                        | 44.4                                                                        | 42.4                                                                         | 85.4                                                                        | 3.7                                                                         | 2.3                                                                         | 1.1                                                                         | 0.4                                                                         | 24.3                                                                        |
| Дреймонд Грін                                                                  | 23                                                                         | 23                                                                         | 38.2                                                                        | 43.1                                                                        | 36.5                                                                         | 73.8                                                                        | 9.9                                                                         | 6.0                                                                         | 1.6                                                                         | 1.8                                                                         | 15.4                                                                        |
| Гаррісон Барнс                                                                 | 24                                                                         | 23                                                                         | 31.0                                                                        | 38.5                                                                        | 34.2                                                                         | 76.5                                                                        | 4.7                                                                         | 1.3                                                                         | 0.7                                                                         | 0.2                                                                         | 9.0                                                                         |
| Андре Ігуодала                                                                 | 24                                                                         | 3                                                                          | 32.0                                                                        | 47.6                                                                        | 38.5                                                                         | 56.1                                                                        | 4.4                                                                         | 3.8                                                                         | 1.2                                                                         | 0.4                                                                         | 8.9                                                                         |
| Ендрю Богут                                                                    | 22                                                                         | 22                                                                         | 16.6                                                                        | 62.3                                                                        | 0.0                                                                          | 35.7                                                                        | 5.7                                                                         | 1.4                                                                         | 0.6                                                                         | 1.6                                                                         | 4.6                                                                         |
| Фестус Езелі                                                                   | 23                                                                         | 1                                                                          | 8.8                                                                         | 53.6                                                                        | 0.0                                                                          | 43.2                                                                        | 2.7                                                                         | 0.3                                                                         | 0.0                                                                         | 0.3                                                                         | 4.0                                                                         |
| Шон Лівінгстон                                                                 | 24                                                                         | 7                                                                          | 21.4                                                                        | 48.8                                                                        | 0.0                                                                          | 86.5                                                                        | 3.2                                                                         | 3.3                                                                         | 0.5                                                                         | 0.2                                                                         | 8.2                                                                         |
| Марріс Спейтс                                                                  | 24                                                                         | 0                                                                          | 8.4                                                                         | 39.0                                                                        | 41.9                                                                         | 77.4                                                                        | 2.0                                                                         | 0.5                                                                         | 0.1                                                                         | 0.3                                                                         | 5.6                                                                         |
| Леандро Барбоза                                                                | 23                                                                         | 0                                                                          | 11.0                                                                        | 58.0                                                                        | 39.3                                                                         | 76.2                                                                        | 1.2                                                                         | 0.7                                                                         | 0.5                                                                         | 0.0                                                                         | 5.6                                                                         |
| Брендон Раш                                                                    | 14                                                                         | 0                                                                          | 7.9                                                                         | 45.0                                                                        | 33.3                                                                         | 50.0                                                                        | 1.6                                                                         | 0.2                                                                         | 0.1                                                                         | 0.1                                                                         | 1.6                                                                         |
| Аян Кларк                                                                      | 16                                                                         | 0                                                                          | 9.6                                                                         | 49.1                                                                        | 33.3                                                                         | 80.0                                                                        | 1.1                                                                         | 1.0                                                                         | 0.5                                                                         | 0.0                                                                         | 4.1                                                                         |
| Джеймс Майкл МакАду                                                            | 8                                                                          | 0                                                                          | 4.8                                                                         | 50.0                                                                        | 0.0                                                                          | 25.0                                                                        | 1.0                                                                         | 0.3                                                                         | 0.4                                                                         | 0.3                                                                         | 0.6                                                                         |
| Андерсон Варежау                                                               | 17                                                                         | 0                                                                          | 5.5                                                                         | 35.7                                                                        | 0.0                                                                          | 52.6                                                                        | 1.2                                                                         | 0.8                                                                         | 0.1                                                                         | 0.1                                                                         | 1.2                                                                         |

## Transactions

### Trades
| 27 липня 2015 | To Голден-Стейт ВорріорсДжеральд Воллес Кріс Бабб | To Бостон СелтіксДевід Лі                                                  |
| 31 липня 2015 | To Голден-Стейт ВорріорсДжейсон Томпсон           | To Філадельфія Севенті-СіксерсДжеральд Воллес Cash and draft consideration |

### Free agency

#### Additions
| 000000;color:# FFFFFF Гравець | 000000;color:# FFFFFF Signed | 000000;color:# FFFFFF Former team                                                            |
| ----------------------------- | ---------------------------- | -------------------------------------------------------------------------------------------- |
| Аян Кларк                     | 1-year contract              | Денвер Наггетс                                                                               |
| Андерсон Варежау              | 1-year contract              | Портленд Трейл-Блейзерс (never officially played for Portland and was waived on February 18) |

#### Subtractions
| 000000;color:# FFFFFF Гравець | 000000;color:# FFFFFF Reason left  | 000000;color:# FFFFFF New team    |
| ----------------------------- | ---------------------------------- | --------------------------------- |
| Джастін Голідей               | 2-year contract worth $1.9 million | Атланта Гокс                      |
| Огнєн Кузмич                  | —                                  | Панатінаїкос (баскетбольний клуб) |
| Джейсон Томпсон               | Waived                             | Торонто Репторз                   |

## Нагорода
| 000000;color:# FFFFFF Отримувач | 000000;color:# FFFFFF Нагорода                         | 000000;color:# FFFFFF Дата нагородження | 000000;color:# FFFFFF Прим. |
| ------------------------------- | ------------------------------------------------------ | --------------------------------------- | --------------------------- |
| Стефен Каррі                    | Гравець тижня Західної конференції                     | 2 листопада 2015                        | [ 29 ]                      |
| Стефен Каррі                    | Гравець тижня Західної конференції                     | 23 листопада 2015                       | [ 30 ]                      |
| Люк Волтон                      | Тренер місяця Західної конференції (жовтень/листопад)  | 1 грудня 2015                           | [ 31 ]                      |
| Стефен Каррі                    | Гравець місяця Західної конференції (жовтень/листопад) | 3 грудня 2015                           | [ 32 ]                      |
| Стефен Каррі                    | Гравець тижня Західної конференції                     | 7 грудня 2015                           | [ 33 ]                      |
| Дреймонд Грін                   | Гравець тижня Західної конференції                     | 4 січня 2016                            | [ 34 ]                      |
| Стефен Каррі                    | Гравець тижня Західної конференції                     | 29 лютого 2016                          | [ 35 ]                      |
| Стефен Каррі                    | Гравець місяця Західної конференції (лютий)            | 3 березня 2016                          | [ 36 ]                      |
| Стефен Каррі                    | Гравець тижня Західної конференції                     | 14 березня 2016                         | [ 37 ]                      |
| Клей Томпсон                    | Гравець тижня Західної конференції                     | 28 березня 2016                         | [ 38 ]                      |
| Стів Керр                       | Тренер місяця Західної конференції (березень)          | 1 квітня 2016                           | [ 39 ]                      |
| Стів Керр                       | Тренер року                                            | 26 квітня 2016                          | [ 1 ]                       |
| Стефен Каррі                    | Найцінніший гравець                                    | 10 травня 2016                          | [ 14 ]                      |

## Нотатки
1. ↑  Люк Волтон був тимчасовим головним тренером від 27 жовтня 2015 до 20 січня 2016 поки Стів Керр одужував від ускладнень після операції на спині. Під його керівництвом Голден-Стейт розпочали сезон 39–4.[1]